# Neue Mozart-Ausgabe

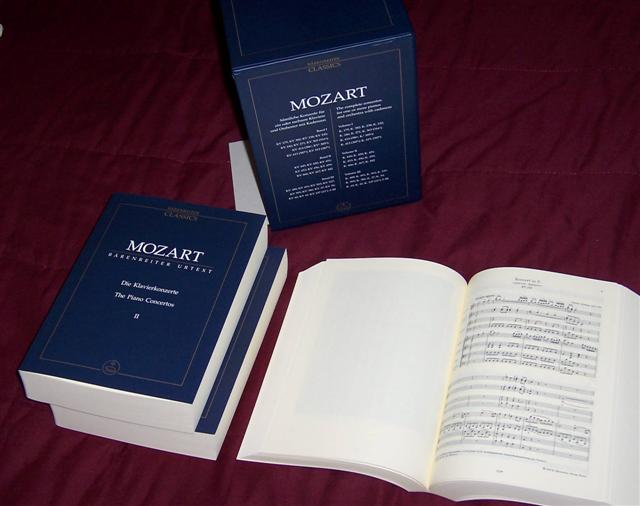
La reimpresión de partituras para estudio de la editorial Bärenreiter (2006) de los volúmenes de la Neue Mozart-Ausgabe's contienen todos los conciertos para piano de Mozart. Los nueve volúmenes originales han sido reducidos a tres.

La Neue Mozart-Ausgabe (abreviada como "NMA"; en español, Nueva Edición de Mozart) es la segunda edición completa de las obras musicales de Wolfgang Amadeus Mozart. Un título más largo y formal para dicha edición sería Wolfgang Amadeus Mozart. Neue Ausgabe sämtlicher Werke.

## Publicación
Esta obra fue publicada entre 1956 y 2007 por la editorial alemana de música clásica Bärenreiter. Se trata de una edición crítica académica de todas las composiciones musicales de Mozart. Consta de 132 volúmenes que contienen 25.000 páginas de música, organizadas en 35 grupos de obras y dispuestas en diez series. Cada volumen musical va acompañado de un comentario crítico independiente, con un total de 8.000 páginas.
Las diez series son:
- Serie I. Obras vocales sacras (15 volúmenes)
- Serie II. Música escénica (26 volúmenes)
- Serie III. Lieder, canciones a varias voces, cánones (3 volúmenes)
- Serie IV. Obras orquestales (19 volúmenes)
- Serie V. Conciertos (14 volúmenes)
- Serie VI. Sonatas de iglesia (1 volumen)
- Serie VII. Música para grandes conjuntos de instrumentos solistas (3 volúmenes)
- Serie VIII. Música de cámara (11 volúmenes)
- Serie IX. Música para piano (7 volúmenes)
- Serie X. Suplemento (aproximadamente 25 volúmenes)